# Vectorpotentiaal
De magnetische vectorpotentiaal  is een begrip uit de natuurkunde, dat nauw is verbonden aan het magnetische veld en daarmee de magnetische inductie. Ruw gezegd is het een vectorveld dat het magnetische veld op een andere manier beschrijft, op de manier dat de vectorpotentiaal in de wiskunde wordt beschreven.

## Definitie
De wetten van Maxwell stellen dat het magnetische veld {\displaystyle \mathbf {H} } en daarmee de magnetische inductie {\displaystyle \mathbf {B} } een divergentievrij vectorveld is:
{\displaystyle \nabla \cdot \mathbf {B} =0}.
Deze vergelijking geeft aan dat er in principe geen magnetische monopolen bestaan. Dat betekent dat het mogelijk is om de magnetische inductie te schrijven als de rotatie van een ander vectorveld:
{\displaystyle \mathbf {B} =\nabla \times \mathbf {A} }
Dit veld {\displaystyle \mathbf {A} } noemt men in de natuurkunde de magnetische vectorpotentiaal.

## Elektrische potentiaal
Naast de definitie van de magnetische vectorpotentiaal, kan men ook een elektrische potentiaal {\displaystyle \phi } definiëren, die mede het elektrische veld {\displaystyle \mathbf {E} } bepaalt, als volgt:
{\displaystyle \mathbf {E} =-\nabla \phi -{\frac {\partial \mathbf {A} }{\partial t}}}
Dit kan op grond van de gegeneraliseerde inductiewet van Faraday, de vergelijking in de wetten van Maxwell die stelt dat
{\displaystyle \nabla \times \mathbf {E} =-{\frac {\partial \mathbf {B} }{\partial t}}}
Dit heeft tot gevolg dat de twee van de wetten van Maxwell equivalent zijn aan de definities hierboven. Als men het elektrische veld en het magnetische veld schrijft als afgeleide van een elektrische, scalaire potentiaal en een magnetische vectorpotentiaal, dan volgt dat
{\displaystyle \nabla \cdot \mathbf {B} =\nabla \cdot (\nabla \times \mathbf {A} )=0}
{\displaystyle \nabla \times \mathbf {E} =\nabla \times \left(-\nabla \phi -{\frac {\partial \mathbf {A} }{\partial t}}\right)=-{\frac {\partial }{\partial t}}(\nabla \times \mathbf {A} )=-{\frac {\partial \mathbf {B} }{\partial t}}}

## Vierpotentiaal
De vierpotentiaal is in de relativiteitstheorie gedefinieerd en omschrijft tegelijk de elektrische en de magnetische magnetische potentiaal.